# Station Wetzlar
Station Wetzlar is het station van de Duitse Spoorwegen (DB) in Wetzlar, gelegen in de deelstaat Hessen.
Vanuit station Wetzlar kan men naar de meeste belangrijke bestemmingen. Zo rijden er treinen naar onder andere: Hamm, Münster, Fulda, Frankfurt am Main en naar Koblenz. In het verleden waren er ook verbindingen naar onder meer Oostenrijk. 
Het station telt 3 perrons. Er zijn totaal 5 sporen.

## Treinverbindingen
De volgende treinseries stopten in 2012 in Wetzlar:
| Spoorlijn:        | Treinsoort: | Route:                                                                  | Bijzonderheden: |
| ----------------- | ----------- | ----------------------------------------------------------------------- | --------------- |
| Wetzlar - Koblenz | RB          | Limburg - Weilburg - Wetzlar - Gießen (- Fulda) v.v.                    | 1× per uur      |
| Wetzlar - Koblenz | RE          | Gießen – Wetzlar – Limburg – Bad Ems – Koblenz v.v.                     | 1x per twee uur |
| Keulen - Gießen   | RE          | Frankfurt Hauptbahnhof – Friedberg - Gießen - Wetzlar – Dillenburg v.v. | 1× per uur      |
| Keulen - Gießen   | RE          | Siegen - Dillenburg - Wetzlar – Gießen v.v.                             | 1x per twee uur |
| Keulen - Gießen   | RE          | Frankfurt Hbf – Gießen - Wetzlar – Dillenburg – Siegen v.v.             | 1x per twee uur |

0,0: Köln Messe/Deutz ·
Köln Trimbornstraße ·
2,4: Köln-Kalk ·
Köln Airport-Businesspark ·
7,2: Porz-Gremberghoven ·
Köln Steinstraße ·
9,6: Porz (Rhein) ·
12,4: Porz-Wahn ·
16,9: Spich ·
19,7: Troisdorf ·
24,3: Siegburg/Bonn ·
30,8: Hennef (Sieg) ·
32,7: Hennef im Siegbogen ·
35,3: Blankenberg (Sieg) ·
38,4: Merten (Sieg) ·
43,0: Eitorf ·
49,8: Herchen ·
55,0: Dattenfeld (Sieg) ·
58,3: Schladern (Sieg) ·
60,1: Rosbach (Sieg) ·
64,8: Au (Sieg) ·
66,5: Opperzau ·
67,3: Etzbach ·
71,3: Wissen (Sieg) ·
73,3: Kleehahn ·
75,3: Niederhövels ·
79,7: Scheuerfeld (Sieg) ·
83,0: Betzdorf (Sieg) ·
84,7: Grünebacherhütte ·
85,7: Grünebach Ort ·
86,9: Sassenroth ·
88,0: Königsstollen ·
90,1: Herdorf ·
91,5: Struthütten ·
92,9: Altenseelbach ·
93,9: Neunkirchen (Siegen) ·
95,4: Zeppenfeld ·
96,8: Wiederstein ·
98,9: Wahlbach (Siegen) ·
100,9: Burbach (Siegen) ·
104,7: Würgendorf Ort ·
105,9: Würgendorf ·
109,0: Holzhausen (Siegen) ·
111,3: Niederdresselndorf ·
116,3: Allendorf (Dillkreis) ·
117,3: Haiger Obertor ·
119,3: Haiger ·
121,4: Sechshelden ·
125,0: Dillenburg ·
127,1: Niederscheld (Dillkreis) ·
129,0: Burg (Dillkreis) ·
130,8: Herborn (Dillkreis) ·
135,0: Sinn ·
137,1: Edingen (Wetzlar) ·
139,4: Katzenfurt ·
143,5: Ehringshausen (Wetzlar) ·
146,0: Werdorf ·
149,4: Aßlar ·
153,4: Wetzlar ·
160,6: Dutenhofen ·
166,0: Gießen